# Jaak Fransen
Jaak Fransen (1970) is een Belgische politicus voor CD&V. Hij was burgemeester van Overpelt van 1 januari 2007 tot 31 december 2018.

## Biografie
Van jongs af was Fransen actief in de jeugdvereniging KSJ. Na zijn middelbare studies studeerde hij rechten aan de Ufsia en de Katholieke Universiteit Leuven. In de licentiejaren was hij voorzitter van de jeugdraad van de KSJ. Vanaf 1993 is hij advocaat. In Overpelt heeft hij een advocatenbureau met Raf Drieskens. 
Hij werd politiek actief bij de CVP. In Overpelt was hij 8 jaar schepen, voor hij in 2007 de eed als burgemeester aflegde. 
Na de gemeenteraadsverkiezingen in 2018 werd hij schepen van ruimtelijke planning, omgevingsvergunningen en mobiliteit van de gemeente Pelt, de nieuwe gemeente na de fusie tussen Overpelt en Neerpelt. 
Buiten de politieke functies bekleedt hij ook diverse andere functies in Overpelt, zoals
ondervoorzitter van de raad van bestuur van de intercommunale Pelt, bestuurder van sportcentrum Overpelt vzw, voorzitter van AGB Overpelt en bestuurslid van het schoolbestuur De Linde.
Hij is procureur bij de Belgische Wielrijdersbond.